# NGC 466
NGC 466 (również PGC 4632) – galaktyka spiralna (S0-a), znajdująca się w gwiazdozbiorze Tukana. Odkrył ją John Herschel 3 października 1836 roku.